# 杨纂 (长平公)
杨纂（6世纪—650年），字续卿，华州华阴县（今陕西省华阴市）人，出自弘农杨氏越公房，隋朝、唐朝官员。

## 生平
杨纂是西魏东雍州刺史杨儉之孙，隋朝溫州刺史杨文伟之子。隋炀帝大业年间，举进士。李渊起兵渡黄河，杨纂谒见，唐朝建立后，官至侍御史，擢考功郎中。唐太宗贞观初年，为长安令、河南道巡察大使，有治绩转任吏部侍郎。与萧瑀不协，多次互相上表参奏，萧瑀因以获罪。杨纂长于吏道，所在有声绩。担任吏部侍郎（约631年—641年）时，主选举十余年，平允公正。时论对他抑制文雅之士，提拔狡黠的吏员，颇有讥讽。官至户部尚书，封長平县公。唐高宗永徽初年，去世，谥恭。

## 家庭

### 母亲
- 李氏，柱国、太保、阳平公李远孙女，仪同、义安公李叔谦之女[1]

### 子孙
- 杨守拙，考功郎中
- 杨守訥，倉部郎中、汾州刺史
- 杨守愚，雍州長史
- 杨守柔，鄧州刺史
  - 杨祗本，吏部郎中
  - 杨踐本
- 杨守挹，岐州刺史
  - 杨勵本，蜀州別駕